# Mequinenza
Mequinenza (katalánsky Mequinensa) je obec a osada Španělska v provincii Zaragoza, autonomní společenství Aragon, Španělsko . Obec patří do oblasti Dolního Cinca, která se nachází na extrémním východě provincie, hraničící s Huescou a Lleidou, na soutoku řek Ebro, Cinca a Segre.
Obec se nachází v takzvaném Aragonském pásu, oblasti, kde se mluví katalánským jazykem. Mequinenza se nachází mezi přehradami Mequinenza a Ribaroja. Místo pro veslování a kajaky je považováno za jedno z nejlepších v Evropě díky své vynikající dostupnosti, stabilní vodě a sportovním zařízením na břehu přehrady.
Oslavy San Blas a Águeda se konají v měsíci únoru, přičemž oslava soutěže převleků řemeslného zpracování je vyhlášena Oslavou turistického zájmu Aragona.

## Toponymie
Jméno pochází od Miknasy, berberského kmene, který v 8. století vybudoval obrannou osadu na zámku Mequinenza. To bylo napsáno latinsky jako Miquinencia a v dokumentaci se až do 19. století objevuje odlišně a střídá formy Mquinensa, Miquinença, Mequinença, Mequinensa nebo Mequinenza.

## Dějiny

### Starověk
Je třeba zdůraznit důležitost, kterou někteří autoři přikládali situaci v této zóně iberského města Oktogesa, které hrálo důležitou roli při rozvoji bitvy u Ilerdy . Přítomnost fragmentů keramické „sigillaty“ zdobené v různých prostorech může naznačovat římskou okupaci. Julius Caesar ve své práci „ De Bello Civili “ odkazuje na osmiboké místo, které někteří historici umisťují do Mequinenzy.
Místní název Mequinenza pochází z berberského kmene Banú Miknasa, kterému je jeho založení připisováno v letech 714 až 719. Během znovudobytí jej v roce 1133 obsadil Aragonský Alfonso I. (ačkoli ho Almoravids dobyli o něco později) a v roce 1149 jej definitivně dobyl Ramón Berenguer IV. Mequinenza přešel na panství šlechtického rodu Monkada, pánové baronské Aitony. Teprve v roce 1149 přešla Mequinenza definitivně do křesťanských rukou po dobytí Ramónem Berenguerem IV. Některé dokumenty uvádějí, že k této skutečnosti došlo 24. října 1149. Od té doby patřila osada (a pravděpodobně i obranná opevnění umístěná a vybudovaná muslimskými obyvateli) králi. V roce 1153 proběhne darování 1/5 pozemků na březích řeky Ebro od Mequinenzy po Benifallet templářům, ale je pravděpodobné, že hrad, vesnice, okolní pozemky a mlýny Mequinenza byly stále v královské závislosti. nebo Guillem Ramon de Moncada.
V roce 1410, po smrti bez vydání Martina Lidského a během sporů o dědictví, které vedly ke Kaspickému závazku, uspořádali stoupenci hraběte Jaime de Urgel v aragonském království v osadě vlastní parlament, na rozdíl Alcañiz, v čele s věřícími Fernando de Trastámara . Osadu i hrad zničily také různé války, jako například katalánská občanská válka (1462–1472), občanská válka (1640–1652) a válka o dědictví (1705–1714).

### Současná a moderní doba
Mezi 15 a 16 j, nastala doba bídy a hladomoru s několika vzpourami kvůli výrazné diferenciaci, která vyústila v sociální vyloučení dělníků a drobných farmářů. Tato hospodářská a sociální situace vedla ke vzniku lupičství. Vyhoštění Maurů v roce 1610 zahrnovalo odchod asi 265 osob (78 mužů, 100 žen, 35 mladých mužů, 27 mladých žen a asi 25 dětí) z Mequinenza do severní Afriky. Důsledkem bylo, že průmysl a zemědělství utrpěly zásadní porážku. Různá ohniska moru snížila počet obyvatel v roce 1648, zejména v letech 1651 až 1652, dokumentovaný se zvláštním ostrostí v Caspe, a v roce 1687 padl na pole morový kobylky. V roce 1697 napsal bratr Miguel de Salas knihu Život Santa Agatoklie, panny a mučednice, zaměstnavatele Mequinenza .
Opět pod vládou Bourbonů byl strategický hrad Mequinenza a jeho okolí znovu transformován a upraven, aby se přizpůsobil novým formám války dělostřelectvem a vybavenou pěchotou puškami . Vévoda z Orleansu nařídil rozšířit a posílit konsolidaci paralelní silnice k Ebro, která spojovala Mequinenzu a Tortosu. Po zajetí Mequinenze dobyli Filipané a následovníci arcivévody různou pozici, protože věděli o strategickém významu tohoto místa.
Na počátku devatenáctého století se ekonomická situace Mequinenzy podstatně nezměnila a zemědělství zůstalo hlavním ekonomickým zdrojem. To pokračovalo s použitím technik mudehar zavlažování a skvělé Noria nacházejících se v Ebro. Produkce olivového oleje byla kolem 500 arobů, i když pravděpodobně vzrostla s pěstováním olivovníků, ke kterému došlo od roku 1790. V roce 1802 dal Karel IV. Souhlas s výstavbou nového farního kostela v Mequinenze, který podle renesančního stylu navrhl architekt José de Yarza. Práce začaly následující rok a pokračovaly až do roku 1808. V té době mělo obyvatelstvo farní kostel Panny Marie Andělské, poustevnu svatých Kosmasa a Damiána a poustevnu sv. Agathoclie.

#### Válka španělské nezávislosti a obležení Mequinenza
Během války o španělskou nezávislost došlo v napoleonských válkách k obléhání Mequinenzy 15. května 1810. Navzdory zohlednění pouze hradu s několika obranami se obyvatelstvo a hrad nacházely ve strategickém bodě napoleonské armády, aby zajistily plavbu po Ebro a využívaly osadu jako základnu pro zásobování a přepravu následných vojenských operací. První útok na osadu šel do poloviny března po dobytí Fragy, ačkoli obránci osady pod velením plukovníka Manuela Karba útok odrazili.
Nepodařilo-li se tento pokus o mírové vzdání se místa, rozhodli se Francouzi znovu pro vojenskou cestu. Útočníci měli asi 5 000 mužů, čtyři roty ženistů a dvě dělostřelectvo se 14 kusy. Španělská obrana místa, v jejímž čele stál plukovník Karbo, měla celkem 1200 lidí. 8. v 10 hodin ráno se španělská posádka po velkém odporu stáhla a nakonec ukázala bílou vlajku. Posádka získá tu čest pochodovat před divizí generála Musniera a položí zbraně před ledovec hradu Mequinenza . V té době bylo španělských vojáků 500 vojáků různého původu. V zámku Mequinenza našli Francouzi velkou výzbroj.

## Kulturní dědictví

### Muzeích Mequinenza

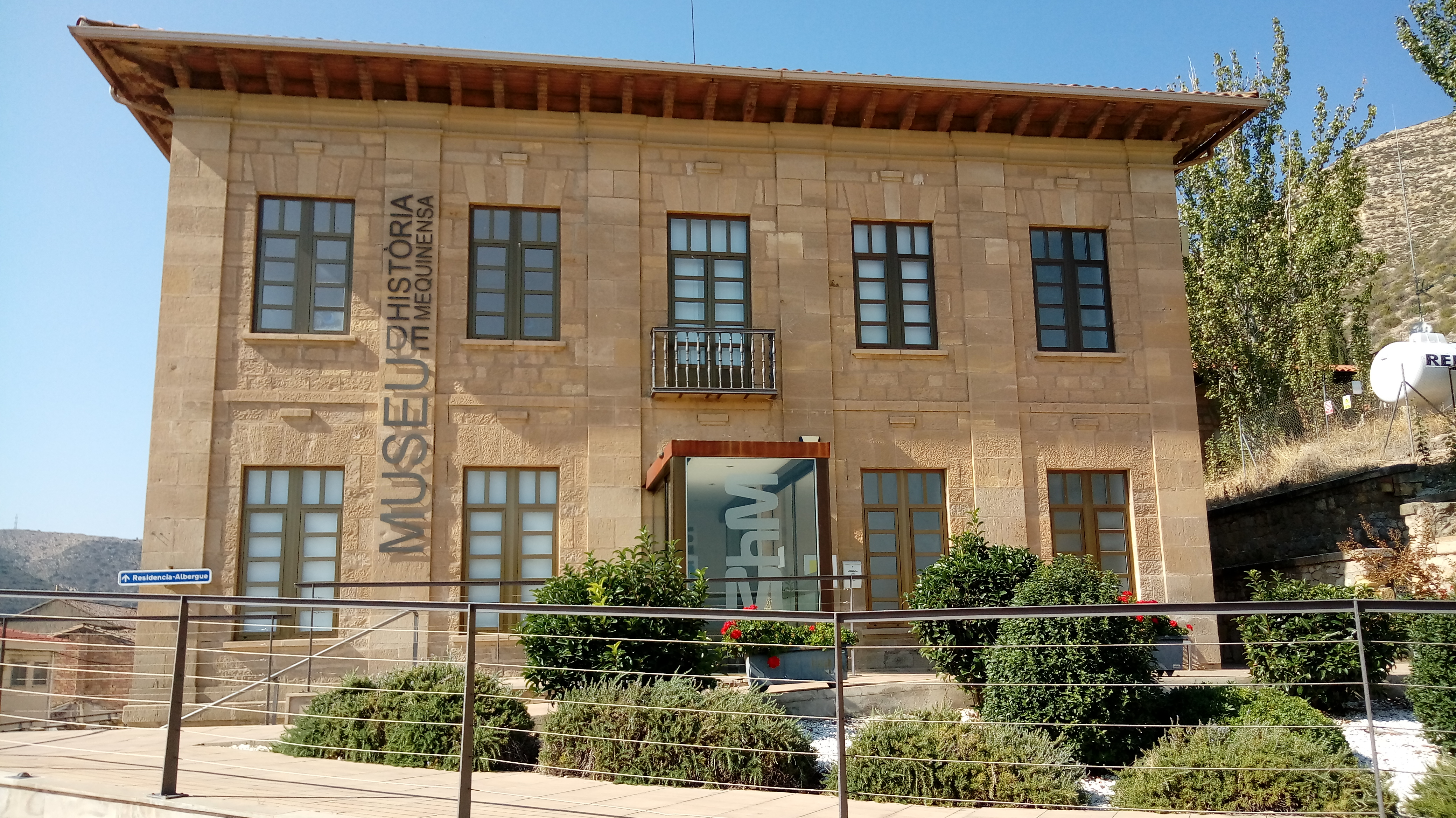
Muzeích Mequinenza.

V Muzeích Mequinenza můžete prozkoumat podzemní těžařskou galerii o délce více než 1000 metrů v Muzeu dolu, projít si historii obyvatel až do zmizení starého města pod vodami řeky Ebro v Muzeum historie nebo objevte, jak lidé žili během prehistorie v Muzeu prehistorické minulosti. Slavnostně otevřeny v roce 2008, jsou umístěny ve staré školní skupině Maria Quintana, staroměstských školách postavených v roce 1929 a jedné z mála dochovaných budov po demolici Starého Města.
Muzea se zaměřují na těžební a historické dědictví města, které bylo zbořeno a zatopeno pod vodami řeky Ebro. Dnes můžete navštívit část starého města, středověký hrad města a autentický uhelný důl více než kilometr vnitřní trasy s historickým materiálem a stroji, které se používají k těžbě uhlí již více než 150 let v těžební pánvi Mequinenza. Vedle muzeí se nachází také obecní útulek „Camí de Sirga“ s kapacitou pro 80 osob, který shromažďuje název staré trasy, kterou věže používaly k výstupu na řeku Ebro s llaüts, čluny, které mohly přepravovat 30 tun uhlí.

### Hrad Mequinenza

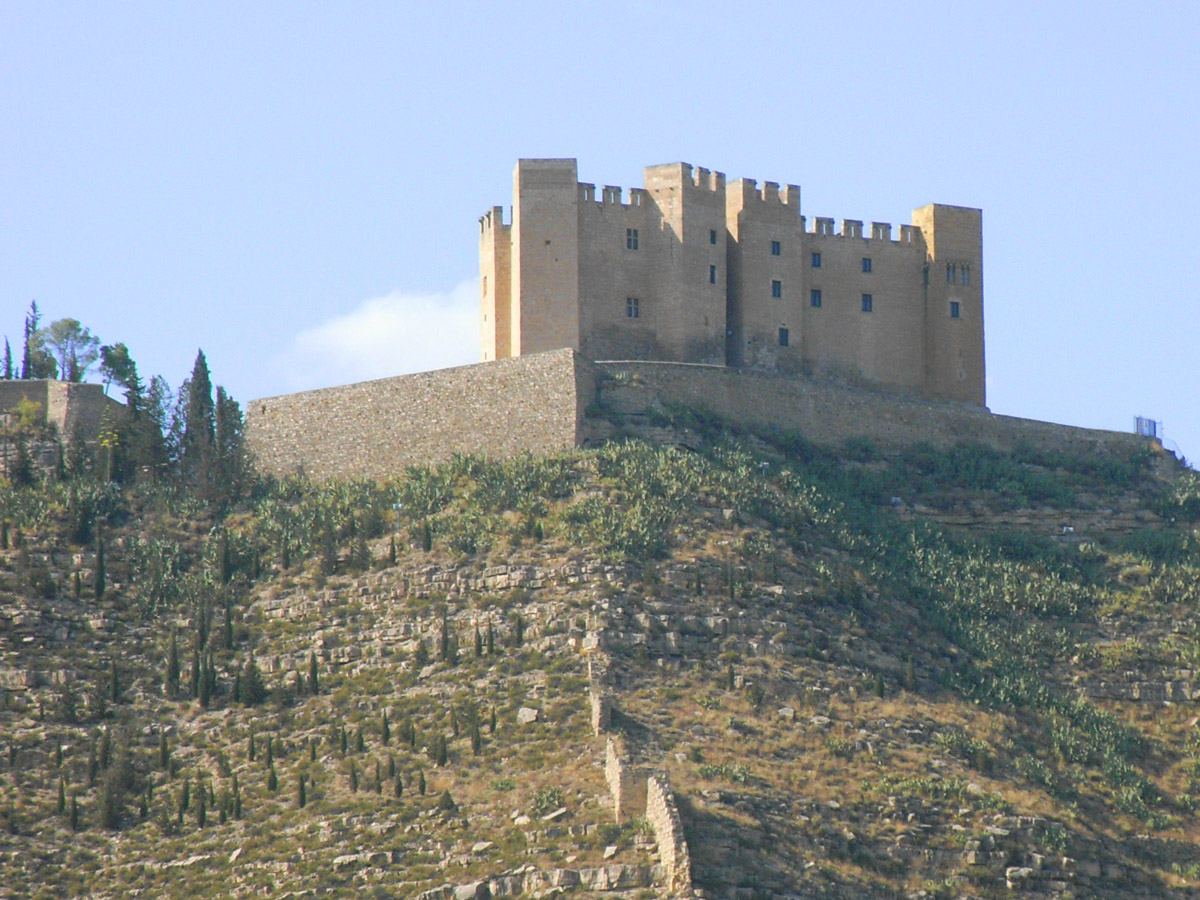
Hrad Mequinenza

Budova se tyčí téměř k okraji velkého srázu a je uzavřenou hmotou poměrně vysoké, její půdorys je nepravidelný čtyřúhelník se sedmi obdélníkovými věžemi, kromě jedné, nejrobustnější, která má zvláštní tvar pětiúhelníku. Dvě věže lemují malé dveře, které jsou půlkruhové, pod štítem a chráněné buhardou. Několik pevností bude mít lepší polohu než tato, uvažuje o rozsáhlé a působivé krajině, téměř geologické, na soutoku řek Ebro, Segre a Cinca a jejich okolních zemí. Je překvapivé, že rodina Moncada, páni baronů z Mequinenze, si vybrala toto hnízdo orlů pro své opevněné sídlo. Budova je autentickým hradním palácem, jedním z nejlepších, které gotické umění odkázalo koruně Aragona, pocházející ze čtrnáctého a patnáctého století.

### Staré město Mequinenza
Staré město Mequinenza se nacházelo na levém břehu řeky Ebro, právě v místě, kde se sbíhají vody Segre a Cinca. Během výstavby nádrže Ribarroja byla téměř úplně zbořena. Představovalo městské jádro s charakteristikami typickými pro lokality spodní části řeky Ebro, s městskou strukturou, která sahala až do doby muslimů. Díky řekám založila Mequinenza plnohodnotný říční obchod, který dal prestiž nejen námořníkům z Mequiny, ale také „těsnícím“ tesařům, výrobcům lan a tisíciletí Camino de Sirga del Ebro. V době nádhery Existovala flotila s více než 16 llaüts, typickými plavidly z dolního toku řeky Ebro, která přepravovala mezi 18 a 30 tunami, obvykle lignitu vytěženého z těžební pánve Mequinenzana.

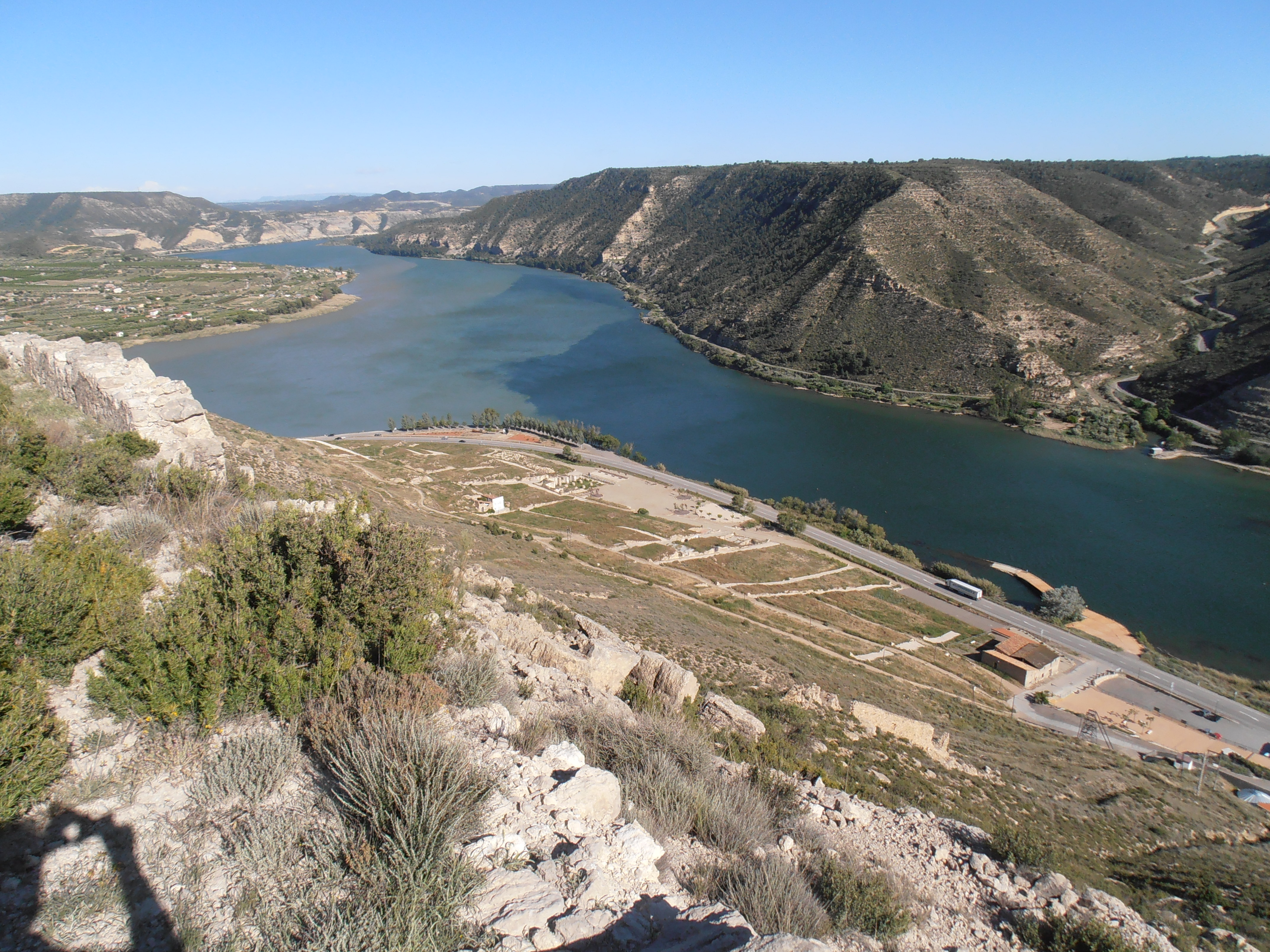
Staré město Mequinenza.

S příchodem společnosti ENHER a výstavbou vodních nádrží Mequinenza a Riba-roja se u většiny obyvatel Mexika změnil život, od 4 033 registrovaných obyvatel k 5 800 registrovaným a dalších 1 500 bez sčítání lidu. Mnozí z nich byli dělníci, kteří přišli z jiných lokalit pracovat na stavbě přehrady Mequinenza. Průmyslová odvětví se začala uzavírat kvůli výraznému zvýšení vodní hladiny přehrady Ribarroja a obyvatelstvo začalo požadovat alternativy k zaplavení městského jádra. Tak začal exodus pro obyvatele Mequinenzy, kteří museli opustit své domovy, aby se přestěhovali do nového města na břehu řeky Segre. Část obyvatel odešla do dalších průmyslových oblastí, jako je Barcelona nebo Zaragoza, nebo dokonce do zahraničí, aby pokračovali v těžbě26. Na konci roku 1974 již většina obyvatel dokončila tragické opuštění starého města Mequinenza a žila v novém městě.
Část starého města Mequinenza lze dnes navštívit, protože se z něj stal velký venkovní paměťový park. Původní dispozice ulic a domů, které byly nad vodní hladinou, byly získány z řad run. Stará Mequinenza, „Staré město“, jak jej lidé v Mequinenze znají, je výzvou k procházce po paměti jeho ulic a uliček, k znovuobjevení části starého kostela, k představení starých doků a učení tisíců příběhů, kuriozit a legend toho starodávného a historického města námořníků a horníků na břehu řeky Ebro.

### Aiguabarreig
Na soutoku řek Segre a Ebro se nachází Aiguabarreig, prostor s velkým přírodním bohatstvím a širokou škálou ekosystémů, které sahají od středomořských stepí až po neproniknutelné lesy na břehu řeky, čímž se tento prostor stal rájem pro biologickou rozmanitost. V Aiguabarreig najdeme stovky metrů šířky vody s četnými říčními ostrovy a lesy na břehu řeky, velké množství rákosových záhonů, oblázkové pláže, bazény... Jedná se o soutok stepní flóry ze suché oblasti Monegros a středomořské flóry, která se zvedá údolím Ebro, a díky těmto vlastnostem existují druhy z opačného prostředí. Ptáci jsou nejpočetnější skupinou a sahají od kolonií ardeidae po všechny druhy dravců a ptáků typických pro pouštní prostředí. Lze také najít plazy, obojživelníky a savce, zejména netopýry, jeleny, srnce, vydry a stále častější výskyt divokých koz.

## Twinning

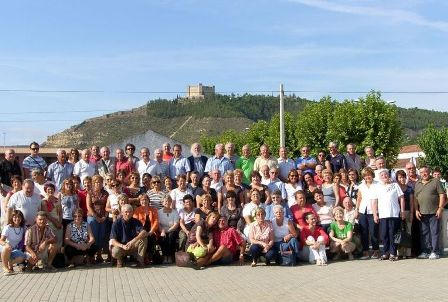
Návštěva twinningového výboru z Bressuire do Mequinenza.